# Окунин
Окунин (укр. Окунин) — село в Луковской поселковой общине Ковельского района Волынской области Украины.
До 2020 года входило в Турийский район.
Код КОАТУУ — 0725583604. Население по переписи 2001 года составляет 166 человек. Почтовый индекс — 44811. Телефонный код — 3363. Занимает площадь 0,841 км².